# Рубеш, Франтишек Яромир
Франтишек Яромир Рубеш (чеш. František Jaromír Rubeš; 16 января 1814, Пельгржимов Австрийская империя (ныне одноимённого района в крае Высочина, Чехии) — 10 августа 1853, Скутеч) — чешский поэт-сатирик и юморист, прозаик, драматург, издатель.

## Биография
Родился в многодетной семье.
Изучал философию в Праге. После 2-х лет обучения, оставил университет и поступил в духовную семинарию, после окончания которой учительствовал в Нова-Бистршице, затем в Праге. Продолжил изучение права. В
1847 окончил Карлов университет. Занимался адвокатской практикой. С конца 1851 — адъюнкт в Скутече.
В 1851 заболел туберкулёзом. Умер в 1853 году.

## Творчество
Рано приобрёл популярность своими стихотворениями, то патриотическими, то шутливыми.

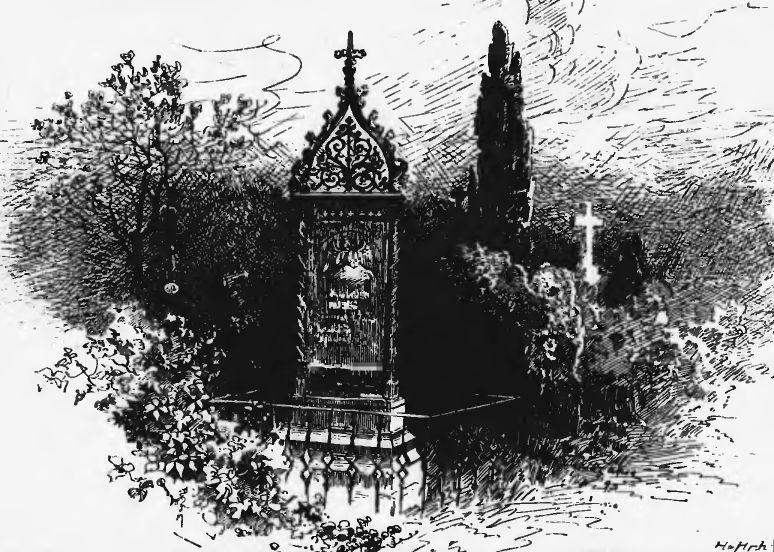
Могила поэта в Скутече. Художникуд. В. Янс (1893)

Дебютировал в 1834 году на страницах журнала «Český Květy». Рубеш — один из создателей журнала «Paleček», где публиковал свои произведения, высоко ценимыми литературной критикой, называвшей его чешским «Диккенсом».
Автор повестей, рассказов, ряда юморесок («Pan amanuensis na venku», «Harfenice»), где с юмором соединяется знание жизни. Сочинения его («Spisy») вышли в Праге в 1860—1861 гг. (2-е изд., 1862).
Самое известное его произведение «Pan Amanuensis na venku, aneb putování za novelou» выдержало 12 переизданий.
Его известное стихотворение: «Я — чех» переведено H. Бергом в «Поэзии Славян» (изд. Гербеля, стр. 373—374).

## Избранные произведения
- Deklamovánky
- Deklamovánky a písně
- Dlouhá předmluva ku krátké povídce
- Dvě pověsti
- Harfenice
- Humoresky
- Humoristické novely
- Novely a humoresky
- Ostří hoši
- Paleček, milownjk žertu a prawdy
- Pan Amanuensis na venku aneb putování za novelou
- Povídky, pověsti a obrazy ze života
- Stoletý kalendář
- Tři humoresky
- Veselá předmluva k smutné povídce o jistém nešťastném bačkoráři, z něhož si nepříznivý osud ke vší jeho bídě naposledy ještě blázna udělal, ale přece to zas trochu napravil
- Vrabec a kůň